# Arleux-en-Gohelle
Arleux-en-Gohelle – miejscowość i gmina we Francji, w regionie Hauts-de-France, w departamencie Pas-de-Calais.
Według danych na rok 1990 gminę zamieszkiwało 675 osób, a gęstość zaludnienia wynosiła 108 osób/km² (wśród 1549 gmin regionu Nord-Pas-de-Calais Arleux-en-Gohelle plasuje się na 679. miejscu pod względem liczby ludności, natomiast pod względem powierzchni na miejscu 574.).